# 부안여객
부안여객(扶安旅客)은 전북특별자치도 부안군의 농어촌버스 업체이며, 본사는 전북특별자치도 부안군 행안면 부안로 2461 (대초리)에 있다.

## 역사
2011년 9월 28일 부도로 폐업한 구 새만금교통을 인헌운수가 양수하여 2012년 4월 1일에 부안사랑버스라는 이름으로 설립하였다.

## 운행 노선
부안스마일교통과 함께 1달 간격으로 순환하면서 배차에 참여하고 있다.

## 보유 차량
NEW BS090과 NEW BS106, 그린시티, 뉴 슈퍼 에어로시티, 일렉시티를 보유중이다.